# Ayres LM200 Loadmaster
Ayres LM200 Loadmaster je bilo majhno enomotorno turbopropelersko transportno letalo, ki ga je v 1990ih zasnoval ameriški Ayres Corp. Namenjen je bil prevozu manjših paketnih pošiljk. Poganjal ga je turbopropelerski motor LHTEC CTP800-4T. Imel je petkraki Hamilton-Standard propeler. Leta 2001 je Ayres bankrotiral in Loadmasterja so preklicali.

## Specifikacije (LM200)
Podatki iz The International Directory of Civil Aircraft, 2001-2002
Splošne karakteristike
- Posadka: 1-2
- Število sedežev: do 3,945 kg tovora ali 34 potnikov
- Dolžina: 64 ft 4 in (19,61 m)
- Razpon kril: 64 ft 01 in (19,51 m)
- Višina: 23 ft 0 in (7,00 m)
- Površina kril: 458,0 ft² (45,5 m²)
- Teža praznega letala: 9000 lb (4080 kg)
- Maks. vzletna teža: 19000 lb (8620 kg)
- Pogon letala: 1 ×  turboprop LHTEC CTP800-4T, 2700 KM (2013 kW)

 Zmogljivost 
- Maks. hitrost: 200 vozlov (370 km/h)
- Potovalna hitrost: 150 vozlov (278 km/h)
- Doseg: 280 nmi (518 km)
- Največji doseg: 1630 nmi (3020 km)